# SŽD-Baureihe ТЭП70
Die Lokomotiven der SŽD-Baureihe ТЭП70 (deutsche Transkription TEP 70) der Sowjetischen Eisenbahnen (SŽD) sind breitspurige Diesellokomotiven mit dieselelektrischer Kraftübertragung vorrangig für den Personenzugdienst. Sie wurden als Weiterentwicklung speziell der ТЭП60 mit noch größerer Leistung von 1973 an gebaut und waren mit einer Motorleistung von 4.000 PS ausgerüstet. Gleichzeitig kann sie als die letzte Personenzugdiesellokomotive der SŽD angesehen werden, die in einer größeren Stückzahl gefertigt wurde. Sie wurden nach dem Standard GOST 9238-59:1-T hergestellt. Von 2002 an erschienen modifizierte Variationen.

## Geschichte

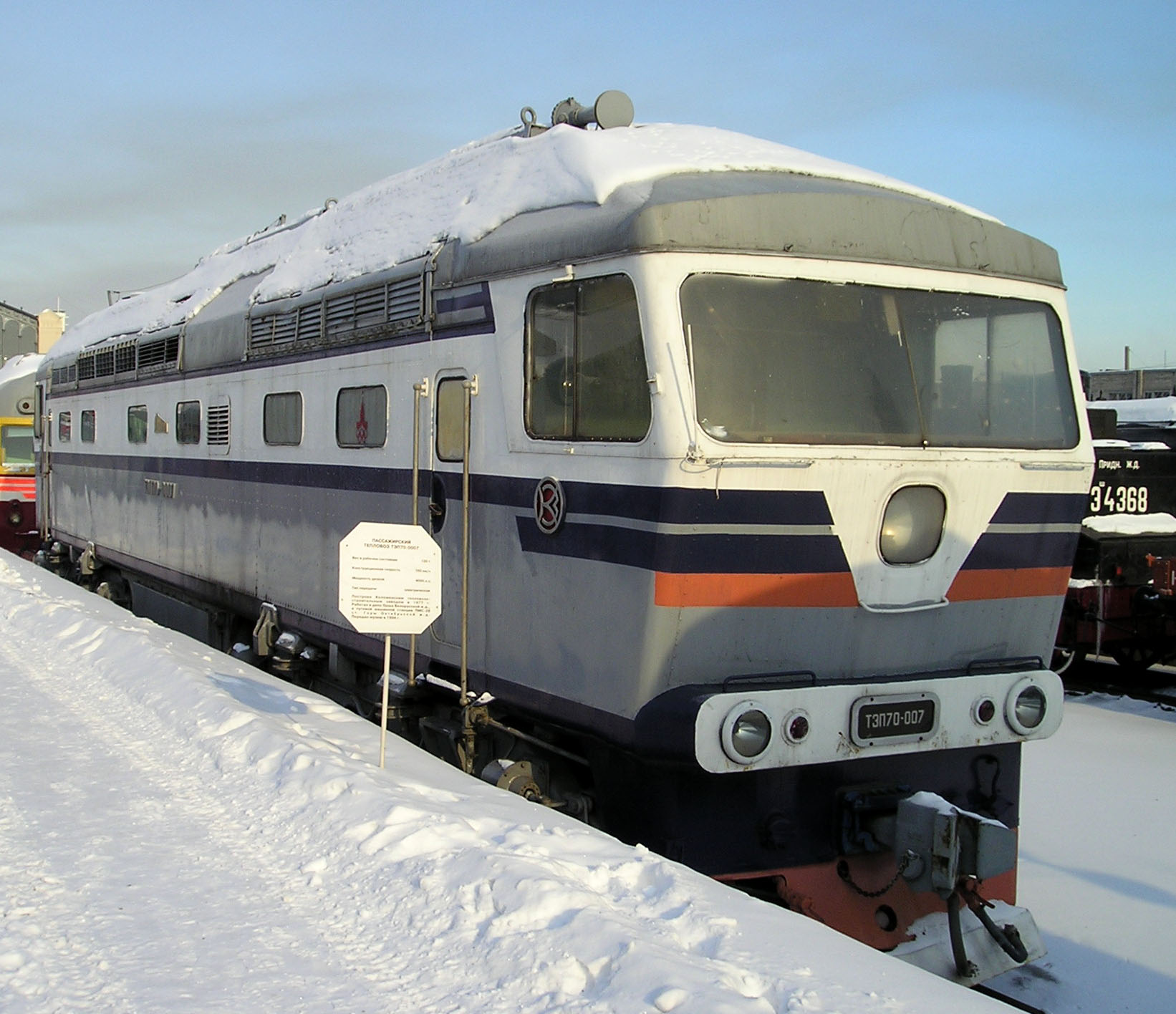
Foto der ТЭП70-0007 aus der Nullserie

Die Vergrößerung des Gewichtes und der Geschwindigkeit der Reisezüge verlangte bei den SŽD in den 1970er Jahren eine Vergrößerung der Leistung der Personenzuglokomotiven, wie es die ТЭП60 hatte. Speziell für die Priwolschskaja schelesnaja doroga und die Oktoberbahn wurde für den Betrieb eine Zweisektionslokomotive mit der Bezeichnung 2ТЭП60 entwickelt. Das führte aber zu einer Vergrößerung des Kraftstoffverbrauches. Außerdem war man bei den SŽD bestrebt, die Antriebseinheit auf einen Viertakt-Dieselmotor umzustellen.
Die Aufgabe einer Gruppe von Konstrukteuren aus der Lokomotivfabrik Kolomna entsprach diesen Ausführungen. Die erste Maschine dieser Aufgabe entstand im Juni 1973 und erhielt die Bezeichnung ТЭП70-0001. Von 1974 bis 1975 wurden die Diesellokomotiven mit den Inventarnummern 0002, 0003, 0004 gebaut, und von 1977 bis 1978 die 0005, 0006 und 0007. Diese Fahrzeuge können als die Nullserie angesehen werden. Die Versuchslokomotiven wurden bei der Belaruskaja tschyhunka im Depot Orscha stationiert, wobei die ТЭП70-0005 die technische und dynamische Erprobung absolvierte.
Die Erfahrungen aus diesen Erprobungen gaben den Konstrukteuren der Lokomotivfabrik Kolomna Material für die Konstruktionsänderungen der Diesellok. Von 1978 an begann das Werk mit der Produktion der Diesellokomotive mit der Inventarnummer 0008, welche sich in vielen Punkten von ihren Vorgängern unterschied. Im Strom der Fertigung wurden weitere Änderungen in die Konstruktion hereingetragen, dadurch unterschieden sich drei Typen von Diesellokomotiven ТЭП70;

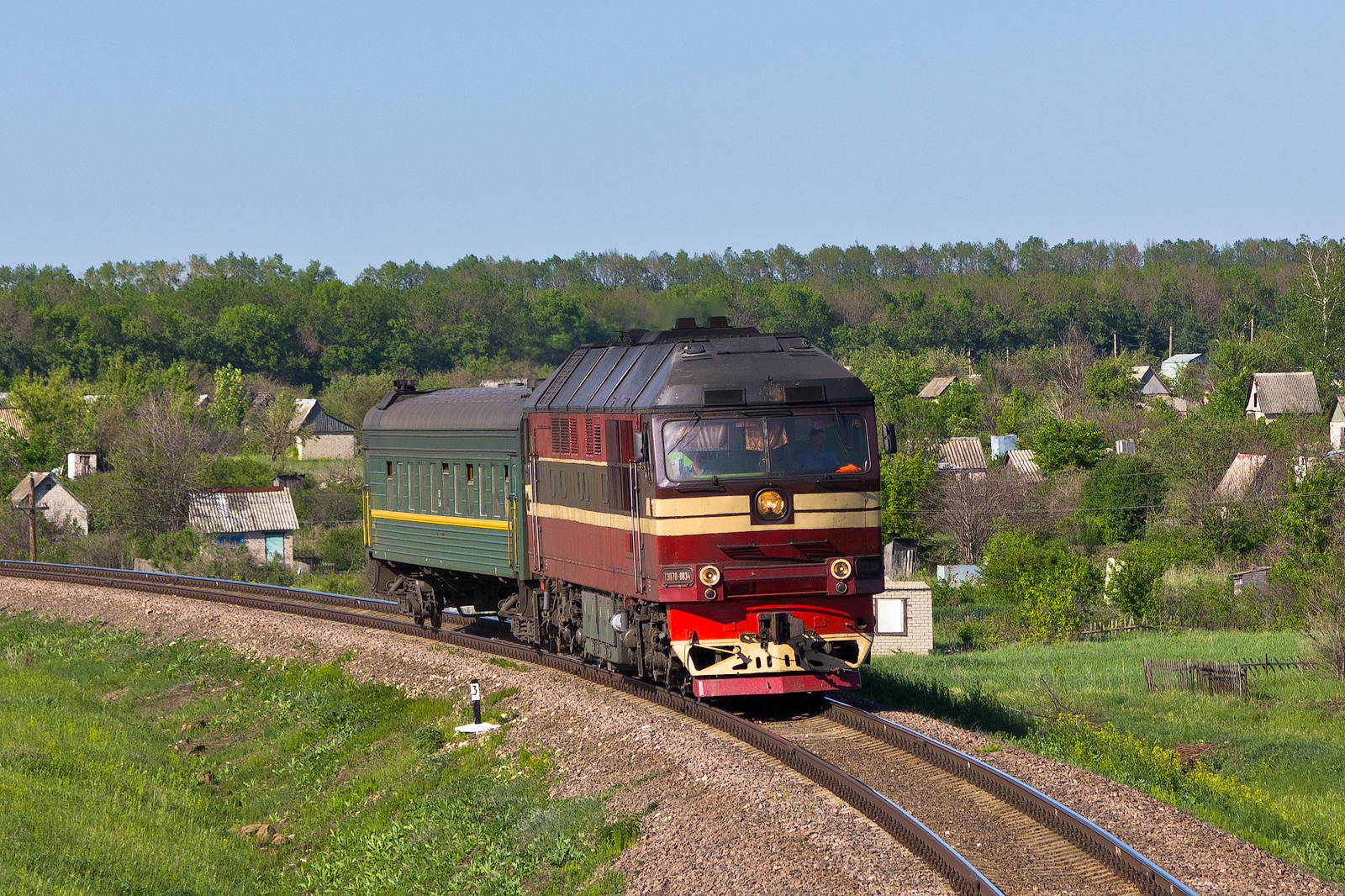
Foto der ТЭП70-0034 von dem Typ 2

- Typ 1: Versuchslokomotiven 0001–0007;
- Typ 2: Lokomotiven mit den Seriennummern 0008–0185 mit vertikaler Anordnung der Scheinwerferleuchten und unterschiedlicher Größe zwischen Scheinwerfer und Schlussleuchte. Bis zum Ende der 30er-Inventarnummern besaß die Frontscheibe noch keine vertikale Strebe und bestand aus zwei Hälften, die miteinander verklebt waren. Die Erfahrung des ersten Winter zeigte jedoch, dass sich diese Lösung als zu schwach erwies und öfters brach;
- Typ 3: Lokomotiven mit den Seriennummern 0186–0576 mit horizontaler Anordnung der Scheinwerfer, gleicher Größe der Scheinwerfer und Schlussleuchten sowie zwei separaten Frontscheiben.

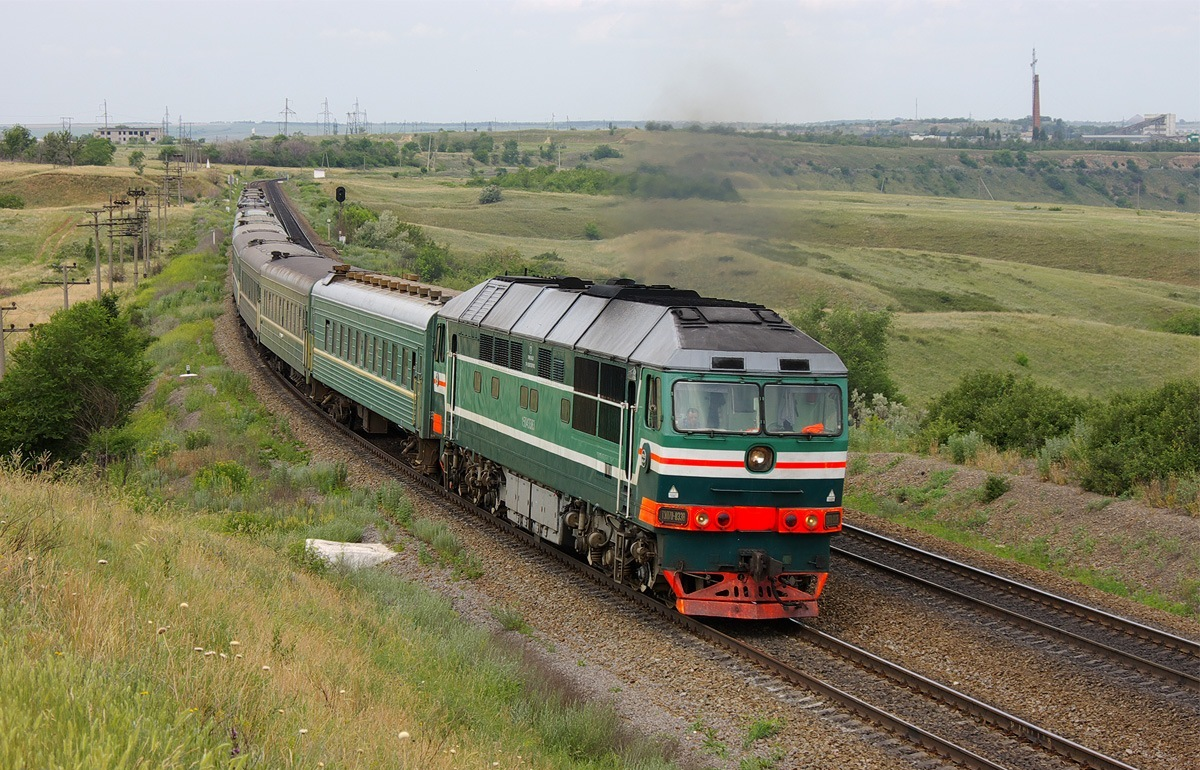
Foto der ТЭП70-0338 von dem Typ 3

Ab der Mitte der Inventarnummern 0300 wurden die Lokomotiven mit Vielfachsteuerung ausgerüstet. Dafür war an der Führerhausseitenwand eine Rosette mit einem B angebracht. Allerdings wurden die Lokomotiven wenig in Mehrfachtraktion eingesetzt, der letzte bekannte Betrieb der Lokomotiven war der Stolitschnoj-Express Kiew–Charkiw im Abschnitt Poltawa–Charkiw bis zu dessen Elektrifizierung und eine unbedeutende Zeit danach.

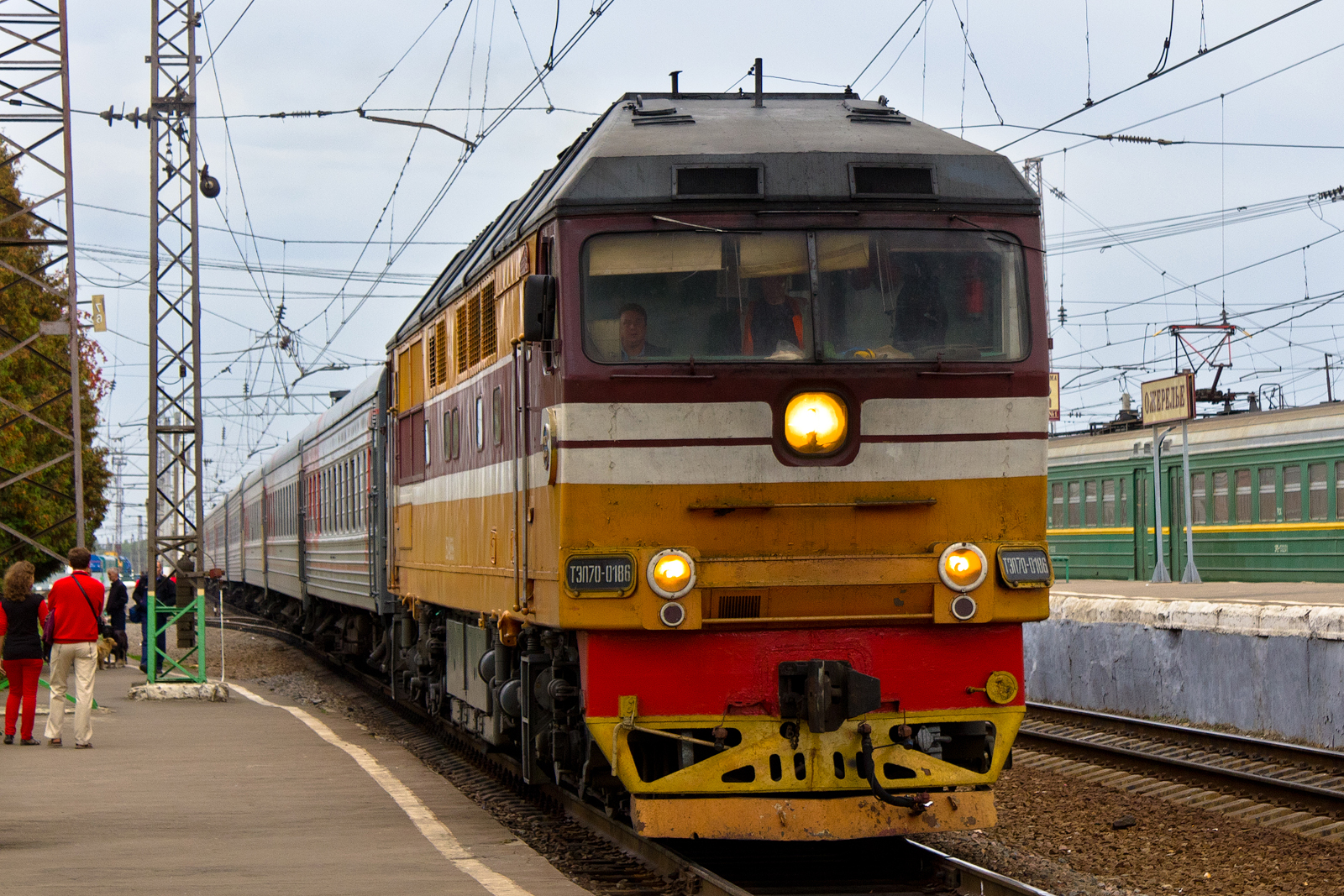
Foto der ТЭП70-0186 – die erste Lokomotive vom Typ 3 besaß noch senkrechte Scheinwerfer und eine ungeteilte Frontscheibe

## Konstruktion

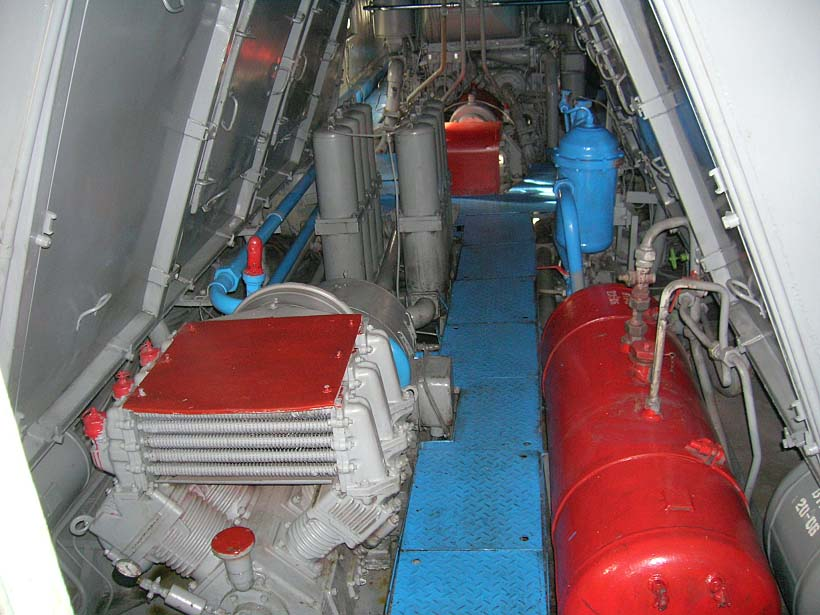
Foto des Kühlschachtes von dem Führerstand aus

Von der Konstruktion her ist die Diesellokomotive teilweise ähnlich mit ihrem Vorgänger ТЭП60, sie hat dreiachsige Drehgestelle, Aufbauten mit selbsttragender Karosserie. Sie besaßen ebenso einen Hohlwellen-Antrieb nach dem System Alstom. Bei der Verbindung Motor – Radsatz wurde bei beiden Varianten auf die Verwendung von Gummielementen zurückgegriffen.
Gegenüber dem Vorgänger besaß sie aber auch einige wesentliche Unterschiede; dies waren besonders die Form der Aufbauten; der unökonomische Zweitakt-Dieselmotor der Serie DN 23/30 (11D45) (ähnlich dem der DR-Baureihe V 200, nur mit Vergrößerung der Zylinderzahl und der Zwischenkühlung) wurde ersetzt durch den 4-Taktdieselmotor 5D49, die Gleichstromübertragung wurde ersetzt durch eine Stromübertragung Wechselstromgenerator – Gleichstromfahrmotor. Die Leistung des Dieselmotors konnte von 3.000 PS auf 4.000 PS gesteigert werden. Die Konstruktion der Kraftaufstellung und der Elektroübertragung war so ausgeführt wie bei der Reihe 2ТЭ116 – durch den Dieselmotor wurden zwei Ölpumpen, zwei Wasserpumpen (erste für die Kühlung des Dieselmotors, zweite für die Kühlung des Motoröles und der Ladeluft) zwei Hilfs-Elektromaschinen (Startergenerator und synchrone Erreger) angetrieben, über elastische Muffen wurde der Wechselstromgenerator angetrieben. Dieser besaß auf dem Stator zwei dreiphasige Sterne, versetzt um 30 Grad.

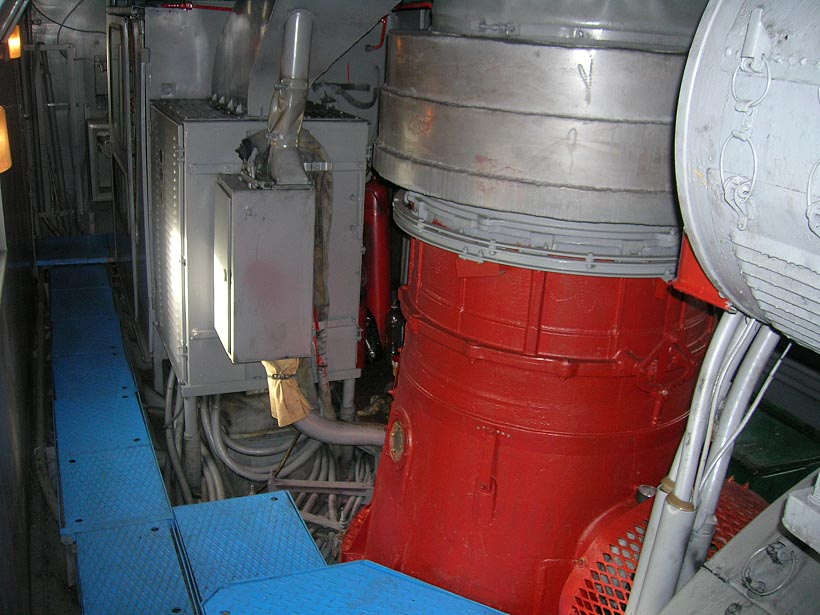
Foto der Elektroeinrichtung und der zentralen Luftversorgung

Die im Generator hergestellte Wechselspannung wurde in dem Gleichrichterblock über Dioden gleichgerichtet, und über Zugkontakte an die sechs Traktionsfahrmotoren weitergeleitet. Gleichfalls in der Kraftkette war der pneumatische Fahrtrichtungswender und die zwei Kontaktoren eingeschlossen. Den Richtungswender bediente der Lokführer, und die Kontakte wurden automatisch über Relais gesteuert. Die Kontrolle der Verwaltung, wie den Strom und die Spannung des Traktionsgenerators, die Aufladung des Dieselmotors besorgten induktive Geber und andere Elemente.

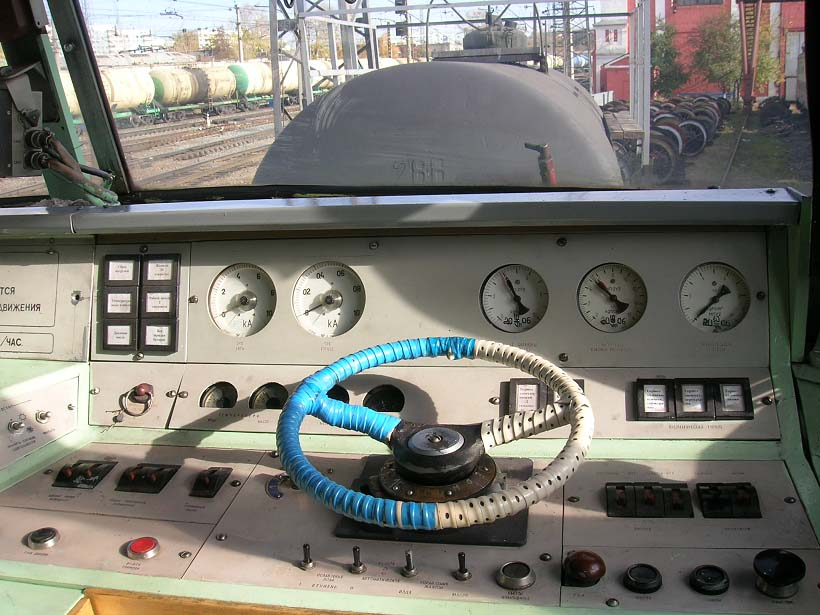
Foto des Fahrschalters

Vier Hilfsmaschinen gab es auf der Diesellok – die Einrichtung der zentralen Luftversorgung, den Motorkompressor und zwei Ventilatorkühler. Die zentrale Luftversorgung bestand aus dem axialen Achsenventilator mit schaufelförmigen, unbeweglichen Führungen und Richtungsapparaturen. Sie versorgte die Luft für alle sechs Traktionsfahrmotoren, den Traktionsgenerator, dem Gleichrichter und der Reguliereinrichtung. Das Wasser des Dieselmotors wurde im Kühler abgekühlt, zwei Ventilatoren wurden hydrostatisch angetrieben.
Der Führerstand der Lokomotive ist erheblich anders gestaltet als bei der ТЭП60. Die Handbremse ist an der Rückwand der Kabine, auf der rechten Seite war der Führerpult mit dem Handrad des Fahrschalters und dem Lokführersitz. Zwischen dem Führerstand und dem Maschinenraum befindet sich der Zwischenraum mit den beiden Einstiegen wie bei den Diesellokomotiven der damaligen Zeit üblich, der Führerstand ist dadurch gegen Lärm und Vibrationen geschützt. Bei ihr befindet sich auf der Seite des Führerstandes I die Hochspannungskammer. Im Schacht des Kühlers ist der Motorkompressor, der Ölfilter, die Ölförderpumpe des Dieselmotors und der Schaumbildner für die Feuerlöscheinrichtung der Lokomotive aufgestellt. Die Verbrennungsluft des Dieselmotors wird von beiden Seiten aus der Dachjalousie eingesaugt, ebenfalls dort befinden sich die kassettenförmigen Filter. Diese sind in der unteren Hälfte in Öl eingetaucht, für die Benetzung ist ein pneumatischer Antrieb vorgesehen.

## Modifikationen

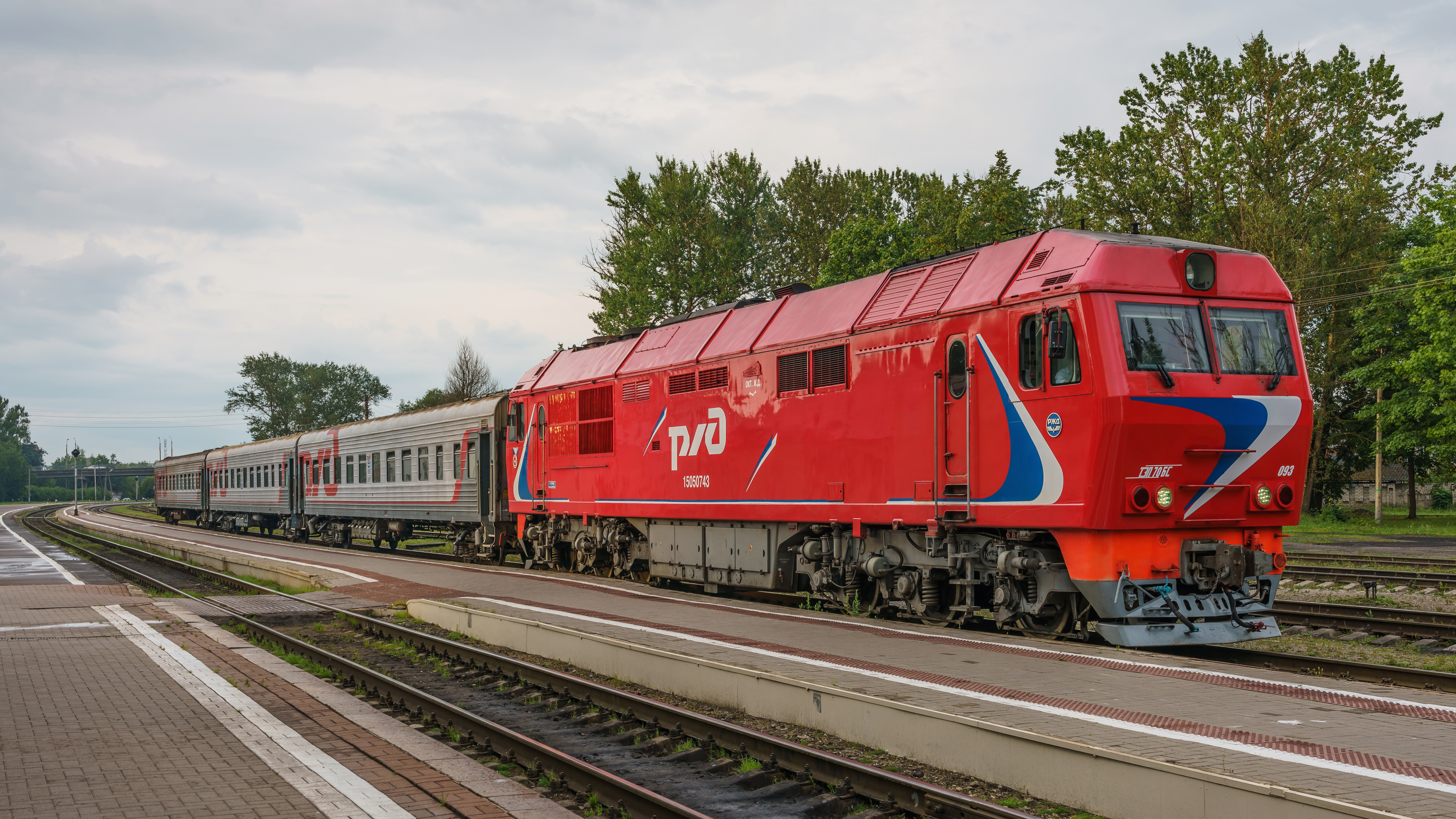
ТЭП70БС-093 mit Nahverkehrszug

Die Verbesserung der Maschine ist mit den Reihen ТЭП70У und ТЭП70БС gefertigt worden. Von der ТЭП70 unterscheidet sie der mehr zweckmäßige Aufbau, das Vorhandensein einer mikroprozessorgesteuerten Verwaltung und Diagnostik sowie die Anordnung der Sandbunker sowie weiterer kleiner Details. Der Unterschied zwischen den ТЭП70У und ТЭП70БС liegt in der Art der elektrischen Zugheizung.

## 2ТЭ70

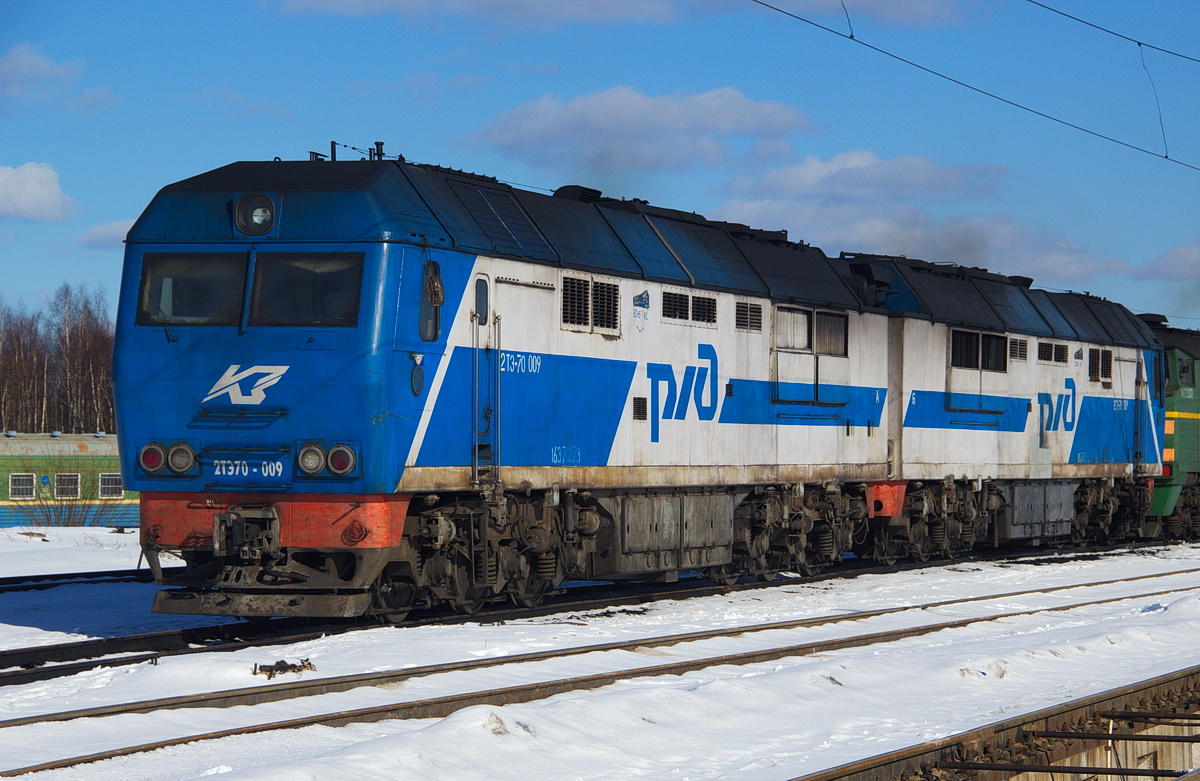
Foto der Lokomotive 2ТЭ70-009

Auf der Basis der Diesellokomotive ТЭП70 wurde eine Güterzugvariante als Zweisektionsdiesellok geschaffen, die für die Beförderung von Güterzügen bis 6.000 t bestimmt war. Die wesentlichsten Bauteile sind mit denen der ТЭП70У und ТЭП70БС identisch. Die erste Diesellok wurde am 14. Juli 2004 vorgestellt. Nach einigen erfolgreichen Versuchen wurde sie im November 2006 in das Depot Ulan-Ude gegeben. Im März 2007 erhielt dasselbe Depot die zweite Maschine. Bis Dezember 2010 wurden insgesamt zwölf Lokomotiven hergestellt.

## Geschichte der Auslieferung und des Betriebes der ТЭП70
Von 1973 bis 2006 wurden insgesamt 576 Diesellokomotiven der Reihe ТЭП70 ausgeliefert. 2010 waren die Maschinen auf praktisch allen Eisenbahnlinien der ehemaligen UdSSR eingesetzt. Die relativ geringe Zahl der ausgelieferten Maschinen erklärt sich durch den geringen Bedarf von schnellen Personenzuglokomotiven im Zusammenhang mit der Elektrifizierung der wichtigsten Magistralen und der bedeutenden Anzahl von noch vorhandenen ТЭП60, von denen einige bis 2010 im aktiven Einsatz standen. Die Erneuerung der Auslieferung der ТЭП70 in der modifizierten Form (ТЭП70У und ТЭП70БС) führte dann zum Ende der 1990er-, Anfang der 2000er Jahre zu einer massenhaften Ausmusterung der ТЭП60 und der ТЭП70 früherer Auslieferungen.
Die ersten Serienlokomotiven der ТЭП70 (Inventarnummern 0008-0032) erhielt das mittlere Asien (Depot Taschkent), die Oktoberbahn und die Piwdenna Salisnyzja. Von diesen Fahrzeugen sind einige betriebsfähig erhalten, bekannt sind die ТЭП70.0030, ТЭП70.0031 oder ТЭП70.0034. Die letzte gefertigte Diesellok, die ТЭП70.0576 wurde an das Depot Iwanowo gegeben. Die Verwendung der Diesellokomotiven war bei einigen Depots mit Schwierigkeiten verbunden, besonders der Dieselmotor 5D49 und der hydrostatische Antrieb der Lüfter war vielerorts nicht bekannt. Die Diesellokomotiven ТЭП70.0264 und ТЭП70.0186 wurden bei einem Unfall schwer beschädigt. Beide wurden später unter Verwendung von Teilen anderer Maschinen wieder aufgebaut. Die Diesellokomotiven ТЭП70.0332, ТЭП70.0335, ТЭП70.0346 und ТЭП70.0347 sind in Litauen beheimatet (Depot Vilnius).

## Historie der Auslieferung und des Betriebes derТЭП70БС
2002 wurde eine modernisierte Version der ТЭП70 ursprünglich als ТЭП70-A und ohne Nummer ausgeliefert. Im Dezember erhielt sie den Index ТЭП70-БС nach einem Held der sozialistischen Arbeit, Boris Salambekow. Bis Oktober 2015 wurden 277 Maschinen ausgeliefert. Die genaue Auslieferung und Stationierung ist auf der russischen Wikipedia zu entnehmen.

## Export
Die ТЭП70БС wurde ebenso in die Staaten der ehemaligen UdSSR zum Export geliefert.
- die Lietuvos geležinkeliai in Litauen kauften 2006 die vier Maschinen ТЭП70.0332, ТЭП70.0335, ТЭП70.0346 und ТЭП70.0347.
- die Eisenbahnen in Usbekistan erwarben zehn Maschinen,
- die Eisenbahnen in Belarus erwarben 26 Lokomotiven.

## Historie der Auslieferung und des Betriebes derТЭП70У
Bis 2011 wurden 26 Maschinen ausgeliefert, und zwar mit den Inventarnummern 001–016 (2006) sowie 017–026 (2007). Alle wurden dem Depot Wojnowka zugewiesen und bedienten die Strecken Tjumen–Surgut–Nischnewartowsk. Eine Diesellok, die ТЭП70У.014, wurde nach einem Brand des Dieselmotors schwer beschädigt. Nach einer langen Abstellperiode wurde sie in der Lokomotivfabrik Kolomna wiederhergestellt und befindet sich wieder im Zugdienst.

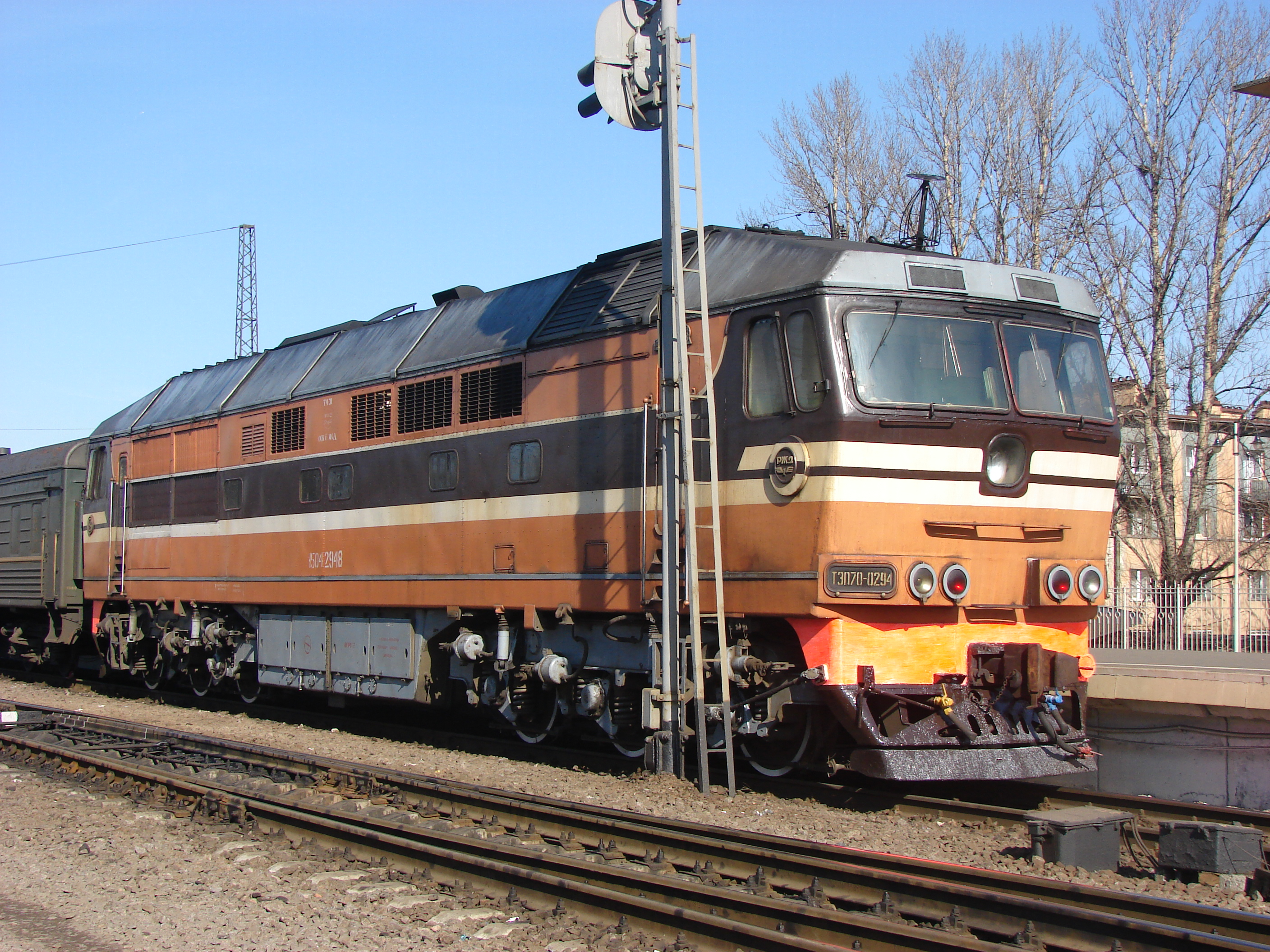
TEP70-0294
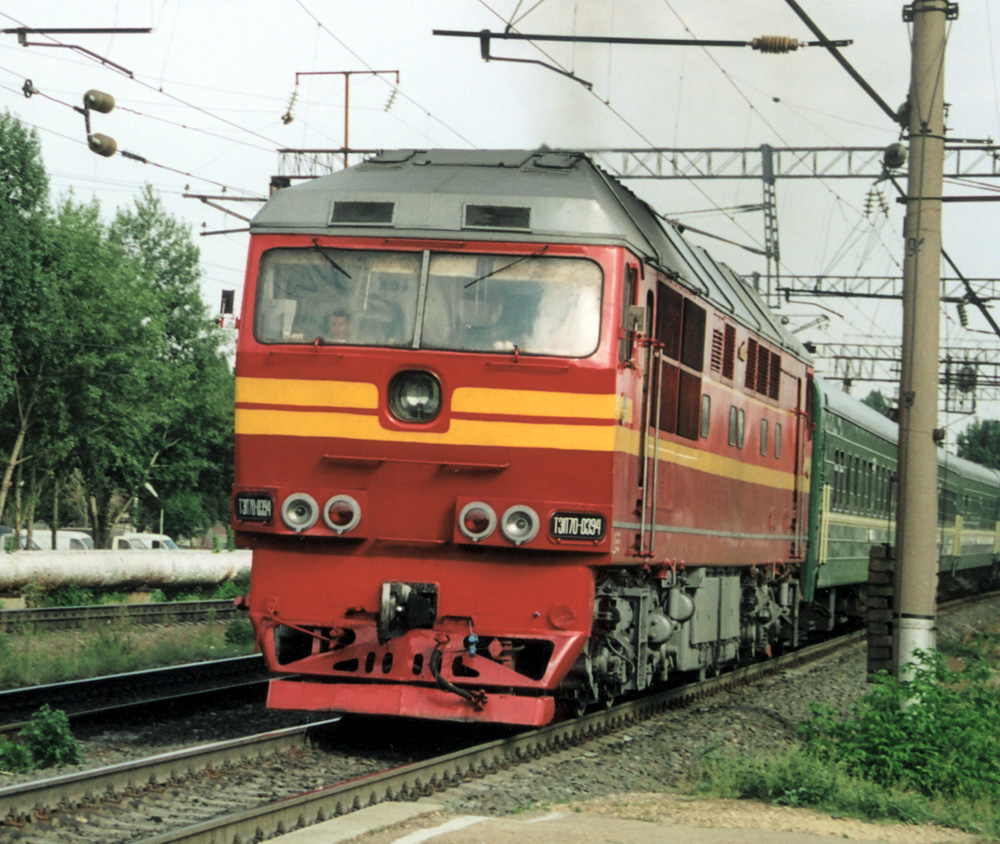
TEP70-394 in Saratow
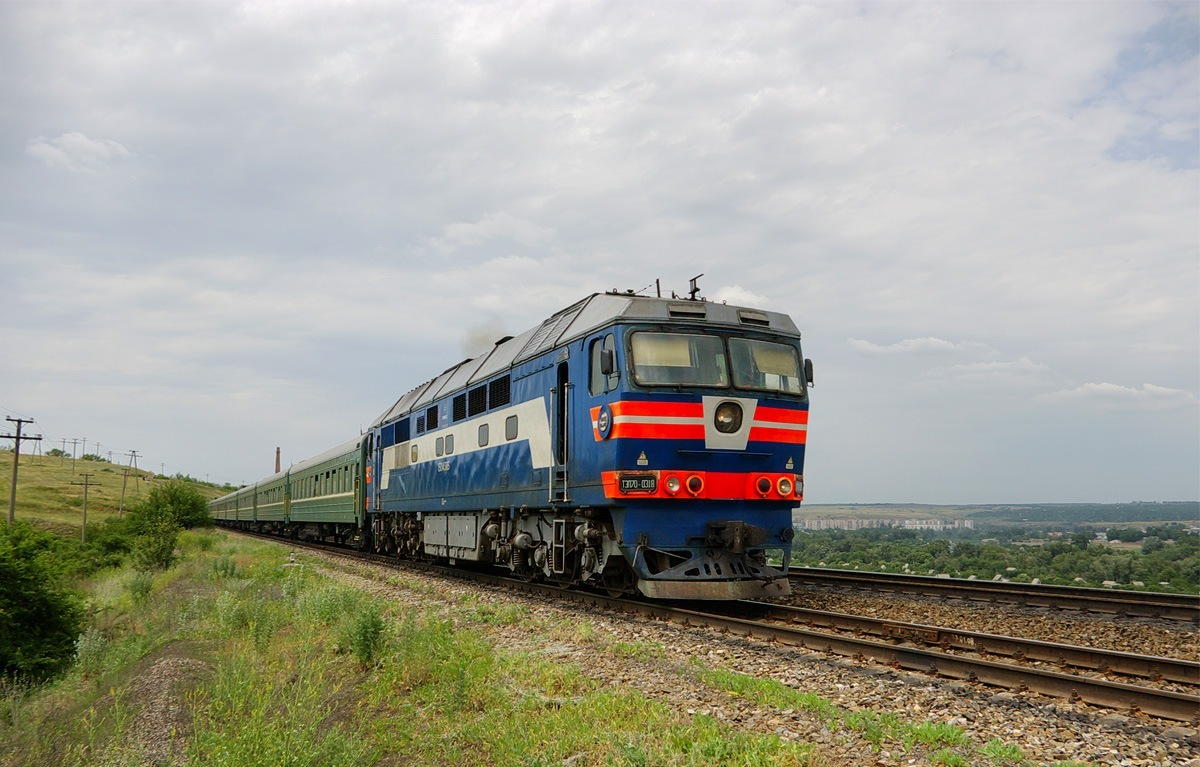
TEP70-0318
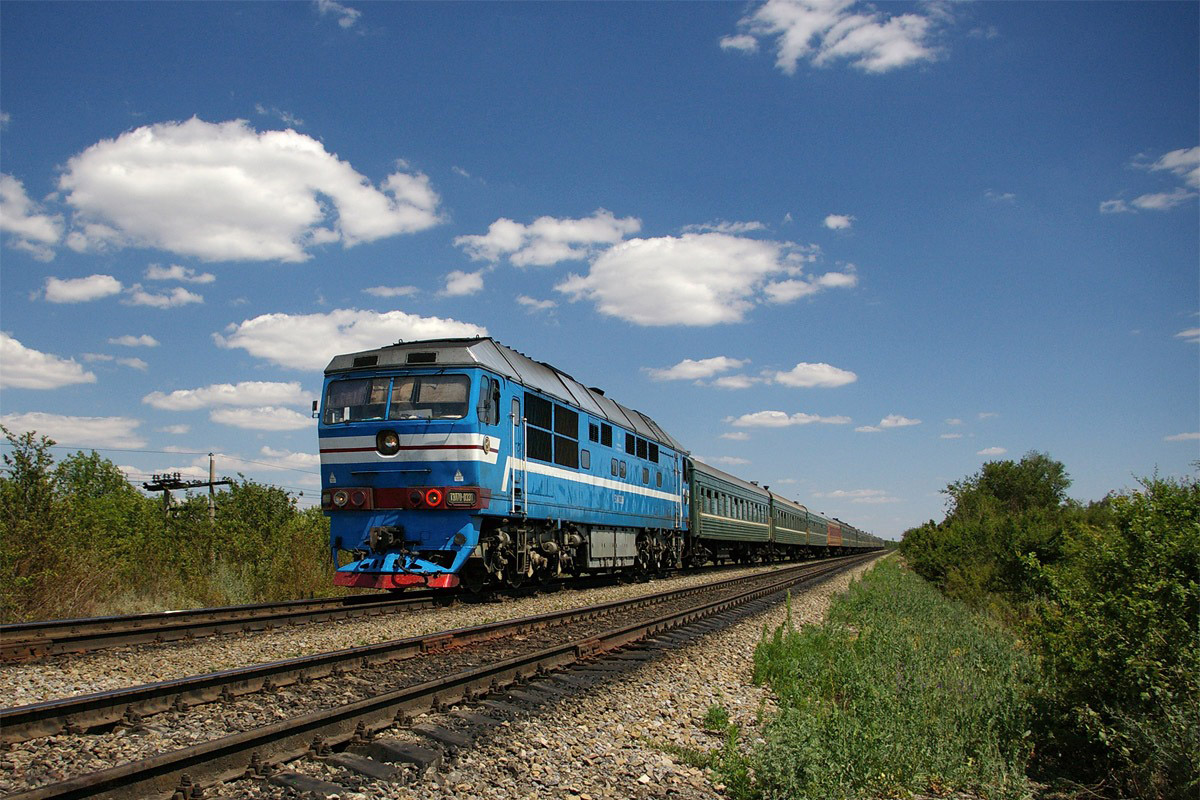
TEP70-0331
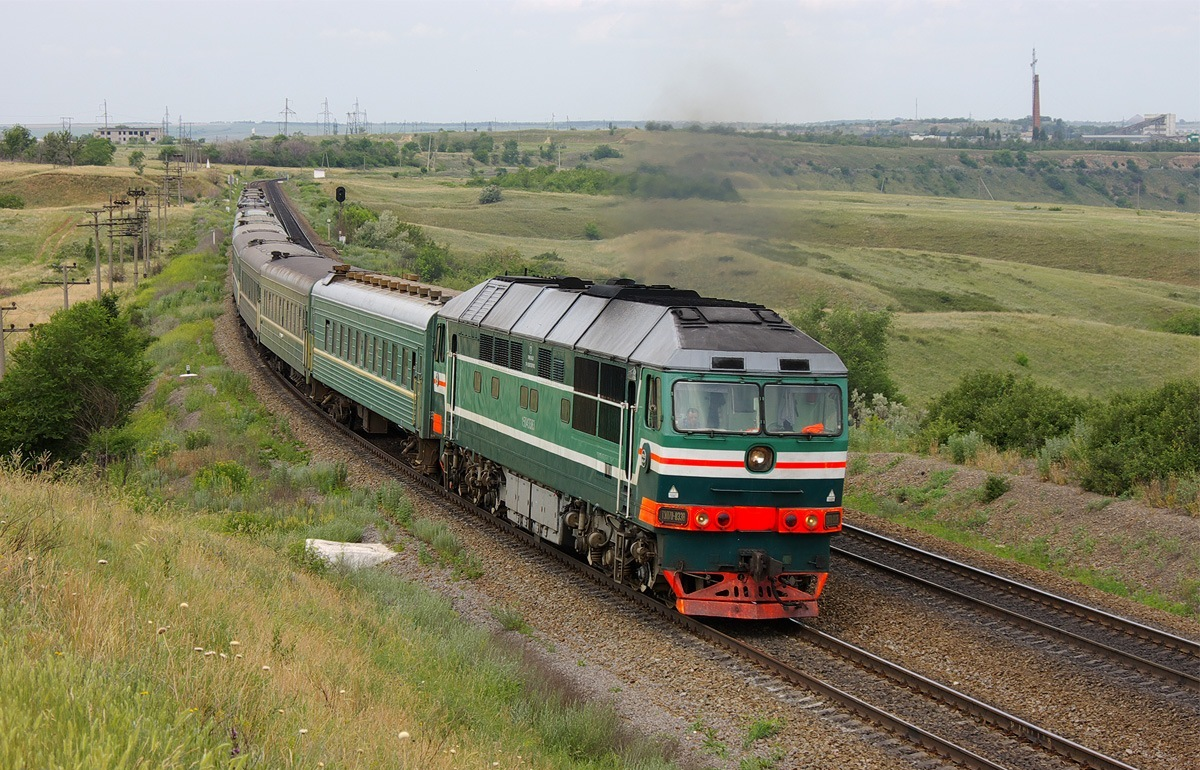
TEP70-0338
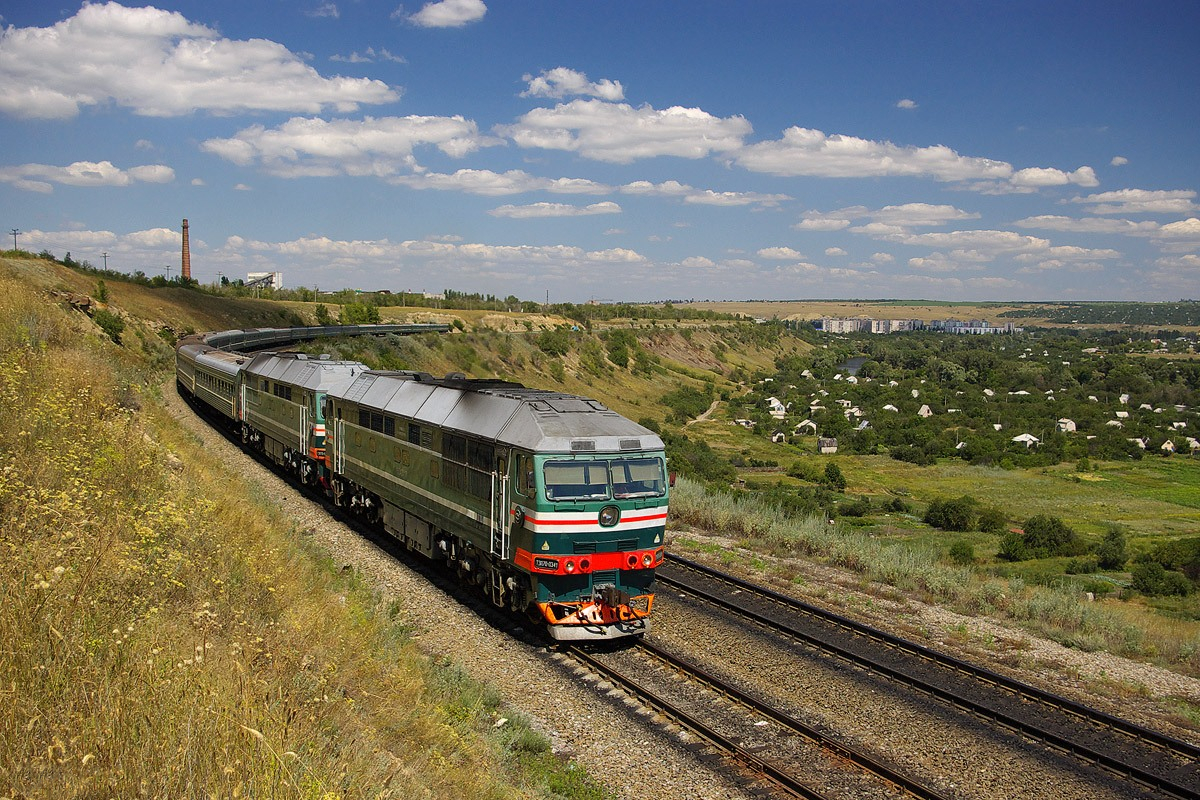
TEP70-0341
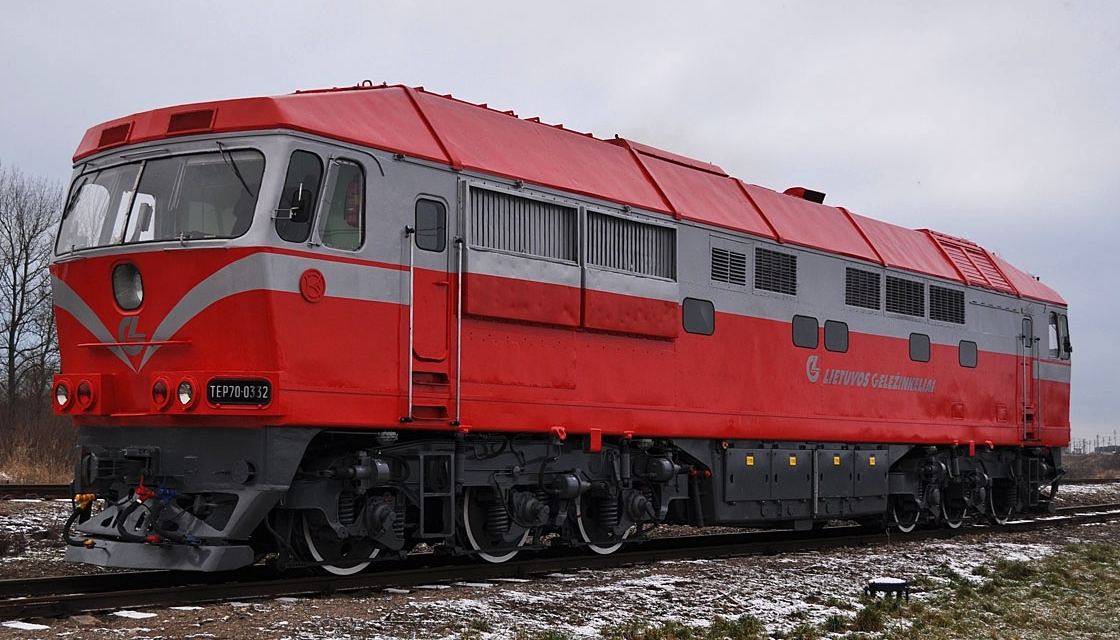
TEP70-0332